# مانوليت (فلم)
مانوليت (بالإسبانية: Manolete) هو فلم سيرة ذاتية إسباني بريطاني تم إنتاجه في سنة 2008 وعرف بعدة أسماء حسب الدولة، هذا الفلم هو سيرة ذاتية لمصارع الثيران الإسباني مانوليتي، الفلم من إخراج مينو مايخس وبطولة أدريان برودي وبينيلوب كروز وسانتياغو سيغورا وآن ميتشل وخوان إيكانوف.

## روابط خارجية
- مانوليت على موقع IMDb (الإنجليزية)
- مانوليت على موقع روتن توميتوز (الإنجليزية)
- مانوليت على موقع نتفليكس (الإنجليزية)
- مانوليت على موقع قاعدة بيانات الأفلام العربية
- مانوليت على موقع ألو سيني (الفرنسية)
- مانوليت على موقع Turner Classic Movies (الإنجليزية)
- مانوليت على موقع أول موفي (الإنجليزية)
- مانوليت على موقع فيلمافينيتي (الإسبانية)
- مانوليت على موقع قاعدة بيانات الأفلام السويدية (السويدية)
- مانوليت على موقع قاعدة بيانات الفيلم (الإنجليزية)